# Харпер, Марк
Марк Джеймс Харпер (англ. Mark James Harper; род. 26 февраля 1970, Суиндон, Уилтшир, Англия) — британский политик, член Консервативной партии. Министр транспорта Великобритании (2022—2024).
Парламентский секретарь Казначейства, парламентский организатор большинства в Палате общин (2015—2016).

## Биография
В 1991 году Марк Харпер окончил Брэйсноуз-колледж Оксфордского университета, где с 1988 года изучал философию, политику и экономику.
С 1991 по 1995 год Харпер работал аудитором в KPMG, в 1995—1997 годах — старшим финансовым аналитиком в Intel. В 1997 году занял в Intel должность финансового менеджера, в 2000 году повышен до менеджера операций.
В 1993 году стал казначеем Консервативной ассоциации в избирательном округе Южный Суиндон (South Swindon), в 1998 году стал заместителем её председателя. В 2001 году был выдвинут кандидатом от консерваторов на выборах в Палату общин в избирательном округе Форест оф Дин (Глостершир), но не добился успеха. Впервые прошёл в парламент в этом же округе на выборах 5 мая 2005 года. С 2005 по 2007 год являлся теневым младшим министром обороны, с 2007 по 2010 — теневым младшим министром труда и пенсий (отвечал за систему социального обеспечения инвалидов). После прихода консерваторов к власти с 2010 по 2012 год Харпер был парламентским помощником министра политической и конституционной реформы, с 2012 по 2014 год — младший министр иммиграции в Министерстве внутренних дел (Харпер сам подал в отставку 8 февраля 2014 года, когда выяснилось, что у его уборщицы просрочено разрешение на работу в Великобритании), с 2014 по 2015 год — младший министр по делам инвалидов в Министерстве труда и пенсий (Харпер вернулся на работу в правительстве после серии кадровых перестановок, осуществлённых Дэвидом Кэмероном 15 июля 2014 года).
7 мая 2015 года на очередных парламентских выборах Марк Харпер одержал победу в своём прежнем округе с результатом 46,8 % голосов, его основной конкурент лейборист Стив Пэрри-Херн (Steve Parry-Hearn) получил поддержку 24,6 % избирателей.
10 мая 2015 года Дэвид Кэмерон, приступивший к формированию нового кабинета по итогам выборов, назначил Марка Харпера главным парламентским организатором консерваторов и парламентским секретарём Казначейства. Вторая из этих должностей дала Харперу право получать в правительстве заработную плату и в случае необходимости участвовать в его заседаниях.
14 июля 2016 года был сформирован первый кабинет Терезы Мэй, в котором должности Харпера достались Гейвину Уильямсону, а сам он не получил никакого нового назначения.
13 июня 2019 года в первом туре выборов нового лидера консерваторов после объявления Терезы Мэй об отставке получил только 10 голосов парламентариев и выбыл из дальнейшей борьбы.
25 октября 2022 года по завершении правительственного кризиса был сформирован кабинет Риши Сунака, в котором Харпер получил портфель министра транспорта.
5 июля 2024 года после поражения консерваторов на парламентских выборах было сформировано лейбористское правительство Кира Стармера, в котором министром транспорта стала Луиза Хейг.

## Личная жизнь
В июле 1999 года Харпер женился на Маргарет Уилан (Margaret Whelan).